# Гвалдо Катанео
Гвалдо Катанео (итал. Gualdo Cattaneo) је насеље у Италији у округу Перуђа, региону Умбрија.
Према процени из 2011. у насељу је живело 413 становника. Насеље се налази на надморској висини од 452 м.

## Становништво
| 1936. | 1951. | 1961. | 1971. | 1981. | 1991. | 2001. | 2011. |
| ----- | ----- | ----- | ----- | ----- | ----- | ----- | ----- |
| 7.139 | 8.043 | 6.894 | 5.872 | 6.008 | 5.883 | 6.056 | 6.278 |